# Regius Professor

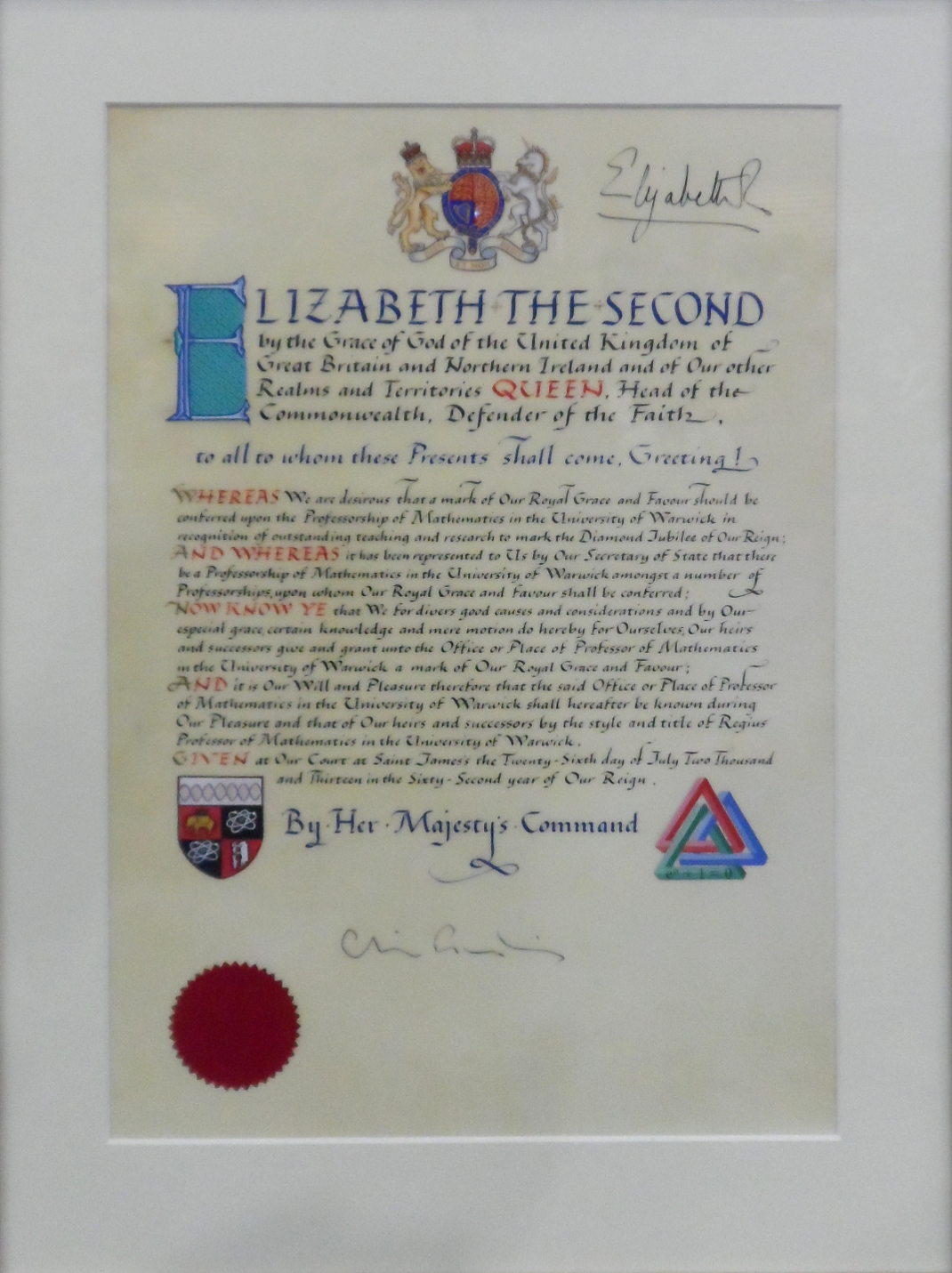
Stiftungsurkunde für den Regius Chair of Mathematics in Warwick, 2013

Als Regius Professor werden die Inhaber solcher Lehrstühle an verschiedenen britischen und irischen Universitäten bezeichnet, die von einem britischen Monarchen gestiftet wurden. Darauf weist der Name „Regius“, von lateinisch für königlich hin.
Ursprünglich wurde jeder neue Regius Professor vom Premierminister des Vereinigten Königreichs gefragt, ob sein Name dem Monarchen vorgeschlagen werden dürfe. Mit der Einwilligung wurde dann nach angemessener Zeit die Nominierung bekanntgegeben. Die Kandidaten wurden insgeheim nach Gesprächen mit den Fachverantwortlichen der Universitäten ausgewählt. Mit der Unabhängigkeit Irlands 1921 wurden die dort existierenden Professuren nicht mehr durch die englische Krone besetzt. Die Praxis der Besetzung durch Einflussnahme des Premierministers wurde 2008 von Gordon Brown beendet und die Auswahl der Kandidaten auf die Universitäten übertragen. Seither werden Regius-Professuren wie alle anderen Professuren der Universitäten mit Ausschreibung, Bewerbung, Vorstellungsgespräch usw. besetzt. Der Vorschlag mit der schriftlichen Bestätigung des Kandidaten wird dem Cabinet Office vorgelegt und die Nominierung wird veröffentlicht. Der erste nach diesem Verfahren gewählte Regius Professor war 2008 der Regius Professor of History Richard J. Evans der Universität Cambridge.

## Funktion der Professuren
Häufig hatten die Stiftungen politische Hintergründe. Beispielsweise stand die University of Edinburgh unter der primären Kontrolle des Stadtrats von Edinburgh (Town Council), die auch die Ernennungen bestätigen musste. Die Ernennung eines Regius-Professors brachte eine nicht von Stadtrat abhängige Person in das Spiel der Kräfte und reduzierte für die Kollegen möglicherweise die üblicherweise erhobenen Vorlesungsgebühren, auf die viele Professoren für ihren Lebensunterhalt angewiesen waren. Die erste Professur, 1497 durch Jakob IV. von Schottland für eine Medizin-Professur in Aberdeen, zielte auf eine Förderung der Wissenschaften ab. Jakob war ein Förderer der Künste und Wissenschaften, und er unterstützte auch die Einführung der ersten Druckpresse in Schottland.
Die ersten englischen Regius-Professuren wurden von Heinrich VIII. 1540 eingeführt, um den Einfluss der katholischen Kirche auf die Forschung zu reduzieren und die neue anglikanische Religion in den Wissenschaften zu verankern. Der 1540 gestiftete Regius Professor of Civil Law in Oxford sollte die von Rom beeinflussten Lehrer ersetzen, die bis dahin das Römische Recht unterrichteten.
1724 beschwerte sich Georg I. gegenüber den Vizekanzlern von Oxford und Cambridge, wie schlecht es um die Ausbildung in modernen Sprachen stehe. Grundlage waren die Tatsachen, dass moderne Sprachen nicht unterrichtet wurden und dass die Ausbildung des Personals für das Außenministerium den Bemühungen der potentiellen Amtsträger überlassen war. Die von Georg I. gestiftete Professur für moderne Geschichte ermöglichte es dem Regenten, die Ausbildung des diplomatischen Dienstes im eigenen Land unter kontrollierteren Bedingungen durchführen zu lassen.
Heute ist mit der Regius-Professur keine Besoldung durch die Krone mehr verbunden. Das Amt vermittelt dem Inhaber aber erhebliches Prestige.

## Neue Regius-Professuren
In den 100 Jahren vor 2013 sind nur zwei Regius-Professuren gestiftet worden, 2009 für das 800-jährige Bestehen der Universität Cambridge und 2011, ebenfalls in Cambridge, zum Abschluss von Prinz Phillips Position als Kanzler der Universität. Zum diamantenen Thronjubiläum von Elisabeth II. stiftete sie je zwei Professuren je Jahrzehnt auf dem Thron, also zwölf weitere Professuren.
2015 teilte Schatzkanzler George Osborne während des Vortrags zum Staatshaushalt Pläne mit, weitere Regius-Professuren anlässlich des 90. Geburtstags der Queen (26. April 2016) einzurichten. Anders als in früheren Zeiten geht mit den Ernennungen der jüngeren Vergangenheit aber keine Finanzierung mehr einher. Am 6. Juni 2016 wurde dieser Plan umgesetzt.
Die Mitteilung enthält ohne Nennung der spezifischen Titel die folgenden Universitäten und Themengebiete:
- University of Manchester – Materialwissenschaften (Materials)
- University of Cardiff – Chemie
- Queen’s University Belfast – Elektronik und Computer-Wissenschaften
- University of Glasgow – Personalisierte Medizin (Precision Medicine)
- Newcastle University – Altersforschung (Ageing)
- University of Liverpool – Chemie
- Aston University – Pharmazie
- University of Warwick – Produktionstechnik (Manufacturing (Engineering))
- Institut für Krebsforschung der University of London – Krebsforschung
- Imperial College London – Infektionserkrankungen
- University of Southampton – Meeresforschung (Ocean Sciences)
- University of Oxford – Mathematik

## Liste der Regius-Professuren

### Vereinigtes Königreich

#### England
| Universität                          | Fachgebiet                              | Professur                                           | Gestiftet     | Aufgelöst | Stifter        | Anmerkung |
| ------------------------------------ | --------------------------------------- | --------------------------------------------------- | ------------- | --------- | -------------- | --- |
| University of Oxford                 | Römisches Recht                         | Regius Professor of Civil Law                       | 1540          |           | Heinrich VIII. | |
| University of Oxford                 | Theologie                               | Regius Professor of Divinity                        | 1540          |           | Heinrich VIII. | |
| University of Oxford                 | Theologie                               | Regius Professor of Moral and Pastoral Theology     | 1842          |           | Victoria       | Ursprünglich Regius Professor of Pastoral Theology |
| University of Oxford                 | Kirchengeschichte der Church of England | Regius Professor of Ecclesiastical History          | 1842          |           | Victoria       | |
| University of Oxford                 | Hebräische Sprache                      | Regius Professor of Hebrew                          | 1540          |           | Heinrich VIII. | |
| University of Oxford                 | Medizin                                 | Regius Professor of Medicine                        | 1540          |           | Heinrich VIII. | |
| University of Oxford                 | Griechische Sprache                     | Regius Professor of Greek                           | 1540          |           | Heinrich VIII. | |
| University of Oxford                 | Geschichte                              | Regius Professor of History                         | 1724          |           | Georg I.       | Ursprünglich hieß die Professur Regius Professor of Modern History. Das Attribut „Modern“, als künstlicher Gegensatz zu „Ancient“ History, wurde 2005 fallengelassen. |
| University of Oxford                 | Mathematik                              | Regius Professor of Mathematics                     | 6. Juni 2016  |           | Elisabeth II.  | |
| University of Cambridge              | Botanik                                 | Regius Professor of Botany                          | 2009          |           | Elisabeth II.  | Die Professur für Botanik wurde 1724 gegründet. 2009 wurde sie anlässlich des 800-jährigen Bestehens der Universität zur Regius-Professur. |
| University of Cambridge              | Römisches Recht                         | Regius Professor of Civil Law                       | 1540          |           | Heinrich VIII. | |
| University of Cambridge              | Theologie                               | Regius Professor of Divinity                        | 1540          |           | Heinrich VIII. | |
| University of Cambridge              | Griechische Sprache                     | Regius Professor of Greek                           | 1540          |           | Heinrich VIII. | |
| University of Cambridge              | Hebräische Sprache                      | Regius Professor of Hebrew                          | 1540          |           | Heinrich VIII. | |
| University of Cambridge              | Geschichte                              | Regius Professor of History                         | 1724          |           | Georg I.       | Bis 2010 wurde die Professur als Regius Professor of Modern History bezeichnet. |
| University of Cambridge              | Medizin                                 | Regius Professor of Physic                          | 1540          |           | Heinrich VIII. | |
| University of Cambridge              | Ingenieurwissenschaften                 | Regius Professor of Engineering                     | 2011          |           | Elisabeth II.  | Die Professur wurde 1875 als Chair of Mechanism and Applied Mechanics gegründet, 1934 in Mechanical Sciences, und 1966 in Engineering umbenannt, und 2011 zur Regius-Professur. |
| Imperial College London              | Ingenieurwissenschaften                 | Regius Professor of Engineering                     | 26. Juli 2013 |           | Elisabeth II.  | |
| Imperial College London              | Infektionserkrankungen                  | Regius Professor of Infectious Diseases             | 6. Juni 2016  |           | Elisabeth II.  | |
| King’s College London                | Psychiatrie                             | Regius Professor of Psychiatry                      | 26. Juli 2013 |           | Elisabeth II.  | |
| London School of Economics           | Wirtschaftswissenschaften               | Regius Professor of Economics                       | 26. Juli 2013 |           | Elisabeth II.  | |
| Open University                      | (open education)                        | Regius Professor of Open Education                  | 26. Juli 2013 |           | Elisabeth II.  | |
| Royal Holloway, University of London | Musik                                   | Regius Professor of Music                           | 26. Juli 2013 |           | Elisabeth II.  | |
| University of Essex                  | Politikwissenschaft                     | Regius Professor of Political Science               | 26. Juli 2013 |           | Elisabeth II.  | |
| University of Manchester             | Physik                                  | Regius Professor of Physics                         | 26. Juli 2013 |           | Elisabeth II.  | |
| University of Manchester             | Materialkunde                           | Regius Professor of Materials                       | 6. Juni 2016  |           | Elisabeth II.  | |
| University of Reading                | Meteorologie                            | Regius Professor in Meteorology and Climate Science | 26. Juli 2013 |           | Elisabeth II.  | |
| University of Southampton            | Informatik                              | Regius Professor of Computer Science                | 26. Juli 2013 |           | Elisabeth II.  | |
| University of Southampton            | Meereskunde                             | Regius Professor of Ocean Sciences                  | 6. Juni 2016  |           | Elisabeth II.  | |
| University of Surrey                 | Elektrotechnik                          | Regius Professor of Electronic Engineering (Surrey) | 26. Juli 2013 |           | Elisabeth II.  | Als erster Professor wurde im Mai 2018 Rahim Tafazolli ernannt. |
| University of Warwick                | Mathematik                              | Regius Professor of Mathematics                     | 26. Juli 2013 |           | Elisabeth II.  | |
| University of Warwick                | Manufacturing (Engineering)             | Regius Professor of Manufacturing                   | 6. Juni 2016  |           | Elisabeth II.  | |
| Aston University                     | Pharmazie                               | Regius Professor of Pharmacy                        | 6. Juni 2016  |           | Elisabeth II.  | |
| University of Liverpool              | Chemie                                  | Regius Professor of Chemistry                       | 6. Juni 2016  |           | Elisabeth II.  | |
| University of London                 | Onkologie                               | Regius Professor of Cancer Research                 | 6. Juni 2016  |           | Elisabeth II.  | |
| University of Newcastle              | Ageing                                  | Regius Professor of Ageing                          | 6. Juni 2016  |           | Elisabeth II.  | Die Regius Professur in Newcastle ist eine Professur innerhalb des Newcastle University Institute for Ageing (NUIA), einem 1994 gegründeten, europaweit führenden Forschungsinstitut, in dem Altern multidisziplinär untersucht wird. Hier arbeiten Gerontologen mit Genetikern, Soziologen, Psychologen bis hin zu Experten des Britischen Health Service zusammen. |

#### Schottland
| Universität              | Fachgebiet                                         | Professur                                                        | Gestiftet     | Aufgelöst | Stifter       | Anmerkung |
| ------------------------ | -------------------------------------------------- | ---------------------------------------------------------------- | ------------- | --------- | ------------- | --- |
| University of St Andrews | Mathematik                                         | Regius Professor of Mathematics                                  | 1668          |           | Karl II.      | |
| University of Glasgow    | Medizin und Pharmazie                              | Regius Professor of Medicine and Therapeutics                    | 1713          | 1989      | Anne          | Ein Lehrstuhl für Practice of Medicine wurde 1637 eingeführt, aber 1646 wieder aufgegeben. 1712 wurden die Vorlesungen wieder aufgenommen und im folgenden Jahr von der Königin anerkannt. 1989 wurde diese Regius-Professur mit dem Regius Professor of Materia Medica (s. d.) verschmolzen und unter dem Namen „Medicine and Therapeutics“ weitergeführt. |
| University of Glasgow    | Rechtswissenschaft                                 | Regius Professor of Law                                          | 1713          |           | Anne          | Der Lehrstuhl wurde schon 1712 eingerichtet, aber erst 1713 von der Königin dotiert. |
| University of Glasgow    | Anatomie                                           | Regius Professor of Anatomy                                      | 1718          | 1990      | Georg I.      | Seit 1990 nicht mehr besetzt. |
| University of Glasgow    | Astronomie                                         | Regius Professor of Astronomy                                    | 1760          |           | Georg III.    | Der Regius Chair of Practical Astronomy wurde 1760 gegründet und 1893 durch Ordinance 31 der Universitätskommission geändert. |
| University of Glasgow    | Zoologie                                           | Regius Professor of Zoology                                      | 1807          |           | Georg III.    | Ursprünglich wurde der Lehrstuhl als Regius Professor for Natural History gegründet und 1903 geändert, als ein Lehrstuhl für Geologie gegründet wurde. |
| University of Glasgow    | Gynäkologie, Geburtshilfe und Reproduktionsmedizin | Regius Professor of Obstetrics and Gynaecology                   | 1815          |           | Georg III.    | Von 1790 bis 1815 wurde das Fach mit Unterstützung der Waltonian Foundation unterrichtet. 1815 übernahm der König die Finanzierung. Die Professur war ursprünglich als Lehrstuhl für „Midwifery“ gegründet. Die Bezeichnung wurde 1992 geändert. |
| University of Glasgow    | Chirurgie                                          | Regius Professor of Surgery                                      | 1815          |           | Georg III.    | |
| University of Glasgow    | Chemie                                             | Regius Professor of Chemistry                                    | 1817          |           | Georg III.    | Vorlesungen wurden ab 1747 gehalten. 1817 wurde es dann zur Regius-Professur. |
| University of Glasgow    | Botanik                                            | Regius Professor of Botany                                       | 1818          |           | Georg III.    | Vorlesungen in Botanik wurden seit 1704 gehalten. |
| University of Glasgow    | Pharmazie                                          | Regius Professor of Materia Medica                               | 1831          |           | Wilhelm IV.   | Vorlesungen wurden in diesem Fach seit 1766 gehalten, aber erst 1831 zur Regius-Professur erhoben; 1989 wurde die Professur mit der Regius-Professur für Medizin und Pharmazie (Medicine and Therapeutics) verschmolzen. |
| University of Glasgow    | Rechtsmedizin                                      | Regius Professor of Forensic Medicine                            | 1839          |           | Victoria      | Die Professur ist die zweitälteste für Rechtsmedizin im Vereinigten Königreich. |
| University of Glasgow    | Physiologie                                        | Regius Professor of Physiology                                   | 1839          |           | Victoria      | Der ursprüngliche Name Chair of Theory of Physic or Institutes of Medicine wurde 1893 in Physiology geändert. |
| University of Glasgow    | Ingenieurwissenschaften                            | Regius Professor of Civil Engineering and Mechanics              | 1840          |           | Victoria      | Die ursprüngliche Bezeichnung Regius Professor of Civil Engineering and Mechanics wurde 1952 anlässlich der Ernennung von William Marshall gekürzt, aber 2012 bei der Ernennung von René de Borst wieder bezeichnet als Regius Professor of Civil Engineering and Mechanics.                                                                                |
| University of Glasgow    | Englische Sprache und Englische Literatur          | Regius Professor of English Language and Literature              | 1861          |           | Victoria      | |
| University of Glasgow    | Kirchengeschichte der Church of Scotland           | Professor of Ecclesiastical History                              | 1716          | 1935      | Georg I.      | Der Lehrstuhl ist seit 1935 keine Regius-Professur mehr. Er wird als Professor of Ecclesiastical History weitergeführt. |
| University of Glasgow    | Personalisierte Medizin                            | Regius Professor of Precision Medicine                           | 6. Juni 2016  |           | Elisabeth II. | |
| University of Aberdeen   | Anatomie                                           | Regius Professor of Anatomy                                      | 1863          | 1993      | Victoria      | |
| University of Aberdeen   | Botanik                                            | Regius Professor of Botany                                       |               |           |               | |
| University of Aberdeen   | Medizin                                            | Regius Professor of Medicine                                     | 1497:159      |           | Jakob IV.     | Ursprünglich der Regius Professor of Materia Medica. Vor 1858 liegt kein bekanntes Letters Patent vor. Nach Dokumenten kann die Regius-Professur streng genommen erst ab diesem Jahr als eingerichtet gelten. |
| University of Aberdeen   | Chirurgie                                          | Regius Professor of Surgery:189                                  | 1839          |           | Victoria      | |
| University of Aberdeen   | Englische Literatur                                | Regius Professor of English Literature                           | 1894          |           | Victoria      | Die Professur wurde unter dem Namen Chalmers Chair of English Literature 1893 gestiftet. |
| University of Aberdeen   | Griechische Sprache                                | Regius Professor of Greek                                        |               |           |               | |
| University of Aberdeen   | Klassische Altertumswissenschaft                   | Regius Professor of Humanity                                     |               |           |               | ursprünglich der Regius Professor Classics. |
| University of Aberdeen   | Philosophie                                        | Regius Professor of Logic                                        | 1860          |           | Victoria      | |
| University of Aberdeen   | Materia medica                                     | Regius Professor of Materia Medica and Therapeutics              | 1860          |           | Victoria      | |
| University of Aberdeen   | Mathematik                                         | Regius Professor of Mathematics                                  |               |           |               | |
| University of Aberdeen   | Ethik                                              | Regius Professor of Moral Philosophy                             |               |           |               | |
| University of Aberdeen   | Biologie                                           | Regius Professor of Natural History                              |               |           |               | |
| University of Aberdeen   | Gynäkologie, Geburtshilfe und Reproduktionsmedizin | Regius Professor of Obstetrics and Gynaecology:159               | 1858          |           | Victoria      | Ursprünglich der Regius Professor of Midwifery.:159 |
| University of Aberdeen   | Physiologie                                        | Regius Professor of Physiology:159                               | 1860          |           | Victoria      | Ursprünglich war die Professur als Regius Professor of the Institutes of Medicine gegründet worden. Die Bezeichnung wurde in den 1890ern nach der Einführung von praktischer Arbeit im Studium auf Regius Professor of Physiology verändert. |
| University of Edinburgh  | Rechtswissenschaft                                 | Regius Professor of Public Law and the Law of Nature and Nations | 1707          |           | Anne          | |
| University of Edinburgh  | Botanik                                            | Regius Professor of Plant Science (Edinburgh)                    | 1710          |           | Anne          | Ursprünglich war die Professur eng mit der Pharmazie (Materia Medica) und Medizin verbunden. Über die Zeit schwächte sich die Verbindung ab, bis schließlich nur noch die Botanik nach unserem modernen Verständnis verblieb. |
| University of Edinburgh  | Englische Literatur                                | Regius Professor of Rhetoric and English Literature              | 1762          |           | Georg III.    | Die Professur wurde als Regius Chair of Rhetoric and Belles Lettres gegründet, die Bezeichnung 1861 jedoch geändert. |
| University of Edinburgh  | Wehrmedizin                                        | Regius Professor of Military Surgery                             | 1806          | 1855      | Georg III.    | Der Lehrstuhl wurde 1806 kurz vor den Napoleonischen Kriegen auf der Iberischen Halbinsel gegründet. 1855 entzog die Krone wieder ihre Unterstützung. |
| University of Edinburgh  | Südasiatische Sprachen und Kultur                  | Regius Professor of South Asian Languages                        | 1862          |           | Victoria      | Die Stiftung geht auf die Initiative von William Muir zurück, der für eine finanzielle Zuwendung das Recht erhielt, den ersten Professor zu benennen. Nach 1944 wurde der Stuhl 60 Jahre nicht mehr besetzt. Seit 2014 gibt es den vierten Professor auf dem Lehrstuhl.                                                                                     |
| University of Edinburgh  | Naturgeschichte                                    | Regius Professor of Natural History                              | 1767          |           | Georg III.    | 1870 wurde ein eigenständiger Lehrstuhl für Geologie gegründet und durch Königin Victoria zur Regius Professur ernannt (s. u.) |
| University of Edinburgh  | Geologie                                           | Regius Professor of Geology (Edinburgh)                          | 1871          |           | Victoria      | Der Regius Professor of Geology entstand 1870/71, als Roderick Murchison eine Stiftung über 6000 Pfund Sterling ausschrieb, um den Regius Chair of Natural History in einen biologischen und einen geologischen Zweig aufzuteilen. Er war erfolgreich und der erste Professor wurde Archibald Geikie.                                                       |
| University of Edinburgh  | Astronomie                                         | Regius Professor of Astronomy                                    | 1785:334      |           | Georg III.    | |
| University of Edinburgh  | Chirurgie                                          | Regius Chair of Clinical Surgery                                 | 1803          |           | Georg III.    | Die Professur wurde 1802 eingerichtet und 1803 von Georg III. zur Regius-Professur ernannt. |
| University of Edinburgh  | Ingenieurwissenschaften                            | Regius Professor of Engineering                                  | 1868          |           | Victoria      | |
| University of Edinburgh  | Rechtsmedizin                                      | Regius Professor of Forensic Medicine                            | 1807          |           | Georg III.    | Der Lehrstuhl wurde ursprünglich unter der Bezeichnung Regius Professor of Medical Jurisprudence and Medical Police gegründet. Es handelt sich um den ältesten Lehrstuhl für Rechtsmedizin in Großbritannien. |
| University of Dundee     | Biowissenschaften                                  | Regius Professor in Life Sciences                                | 26. Juli 2013 |           | Elisabeth II. | |

#### Nordirland
| Universität                | Fachgebiet                         | Professur                                              | Gestiftet    | Aufgelöst | Stifter       | Anmerkung |
| -------------------------- | ---------------------------------- | ------------------------------------------------------ | ------------ | --------- | ------------- | --------- |
| Queen’s University Belfast | Electronics & Computer Engineering | Regius Professor of Electronics & Computer Engineering | 6. Juni 2016 |           | Elisabeth II. |           |

#### Wales
| Universität           | Fachgebiet | Professur                     | Gestiftet    | Aufgelöst | Stifter       | Anmerkung |
| --------------------- | ---------- | ----------------------------- | ------------ | --------- | ------------- | --------- |
| University of Cardiff | Chemie     | Regius Professor of Chemistry | 6. Juni 2016 |           | Elisabeth II. |           |

### Irland
| Universität          | Fachgebiet          | Professur                                           | Gestiftet        | Aufgelöst | Stifter    | Anmerkung |
| -------------------- | ------------------- | --------------------------------------------------- | ---------------- | --------- | ---------- | --- |
| University of Dublin | Theologie           | Regius Professor of Divinity                        | 1674             |           | Georg III. | Die Professur selbst wurde noch in St. Patrick’s Cathedral gegründet. 1607 hielt James Ussher, den Lehrstuhl und 1674 stattete Karl II. diesen finanziell besser aus. Mit Mitteln aus dem Act of Settlement 1761 erhob schließlich Georg III. die Professur zur Regius-Professur.                 |
| University of Dublin | Rechtswissenschaft  | Regius Professor of Laws                            | 1668             |           | Karl I.    | Diese Professur ist die zweitälteste der Universität. |
| University of Dublin | Rechtswissenschaft  | Regius Professor of Feudal and English Law (Dublin) | 1761             | 1934      | Georg III. | 1934 wurde der Lehrstuhl mit dem Regius Chair of Laws (s. o.) vereinigt. |
| University of Dublin | Medizin             | Regius Professor of Physic                          | 1637 oder früher |           | Georg II.  | Percy und Kirkpatrick nennen als Jahr der Begründung als Regius-Professur 1747 während der Herrschaft Georgs II. Die abweichende Jahresangabe liegt möglicherweise daran, dass 1637 die Gründung des Lehrstuhls erfolgte, der später zur Regius-Professur wurde.                                  |
| University of Dublin | Griechische Sprache | Regius Professor of Greek                           | 1761             |           | Georg III. | Der Regius Professor wird nach den Statuten von Georg III. jährlich gewählt. |
| University of Dublin | Wehrmedizin         | Regius Professor of Military Surgery                | 1851             | 1860      | Victoria   | Wie auch dem von 1806 bis 1855 existierenden Lehrstuhl für Wehrmedizin in Edinburgh wurde dem Lehrstuhl schon bald nach der Einrichtung die Unterstützung entzogen. Einziger Professor dieses Lehrstuhls blieb Thomas Jolliffe Tufnell.                                                           |
| University of Dublin | Chirurgie           | Regius Professor of Surgery                         | 1868             |           | Victoria   | Die Professur wurde 1852 als University Professor gegründet und 1868 durch Königin Victoria zur Regius-Professur ernannt. Erster Professor auf dem Lehrstuhl war James William Cusack. Sein Nachfolger, Robert Adams wurde dann nach Jahren als University Professor zum ersten Regius Professor. |